# UFC 75
UFC 75: Champion vs. Champion foi um evento de artes marciais mistas promovido pelo Ultimate Fighting Championship, ocorrido em 8 de setembro de 2007 na The O2 Arena em Londres, Inglaterra. Teve como evento principal a luta entre o Campeão Meio-Pesado do UFC (até 93 kg), Quinton Jackson contra o Campeão Peso-Médio do Pride (até 90 kg), Dan Henderson, daí o nome Champion vs. Champion.

## Resultados
Nota 1 Unificação do Cinturão Meio-Pesado do UFC & Cinturão Peso-Médio do Pride.

Nota 2 Kongo teve pontos deduzidos por joelhadas ilegais na virilha.

## Bônus da Noite
- Luta da Noite:  Marcus Davis vs.  Paul Taylor
- Nocaute da Noite:  Houston Alexander
- Finalização da Noite:  Marcus Davis